# سونی اریکسون اکس‌پریا آرک
سونی اریکسون ایکس‌پریا آرک (به انگلیسی: Sony Ericsson XPERIA Arc) همچنین شناخته‌شدن تحت نام ایکس‌پریا ایکس۱۲ (به انگلیسی: XPERIA X12)، یکی از سری گوشی‌های هوشمند سری ایکس‌پریای سونی اریکسون می‌باشد که دارای سیستم عامل آندروید است که در ژانویهٔ ۲۰۱۱ رونمایی و در مارس ۲۰۱۱ عرضه شد.

## سخت‌افزار
ایکس‌پریا آرک دارای نمایشگری از نوع LED backlit LCD با تفکیک‌پذیری ۴۸۰×۸۵۴ پیکسل و در اندازهٔ ۴٬۲ اینچ با قابلیت نمایش ۱۶ میلیون رنگ است. نمایشگر ایکس‌پریا آرک از قابلیت‌های سنسور حرکتی، لمس چندگانه (مولتی تاچ) و قابلیت موتور براویا شرکت سونی نیز پشتیبانی می‌کند.
این گوشی دارای سی‌پی‌یو (پردازشگر) با سرعت ۱ گیگاهرتز، ۵۱۲ مگابایت حافظهٔ رم (RAM) و گرافیک از نوع آدرنو ۲۰۵ می‌باشد. حافظهٔ داخلی آن ۳۲۰ مگابایت است و از کارت حافظهٔ میکرو اس‌دی تا ۳۲ گیگابایت پشتیبانی می‌کند.
دوربین سونی اریکسون ایکس‌پریا آرک ۸ مگاپیکسل دارای قابلیت‌های فوکوس اتوماتیک، فوکوس لمسی، تشخیص چهره و لبخند، فلاش ال‌ای‌دی تک‌گانه و ژئوتگنیگ می‌باشد و فیلمبرداری آن با تفکیک‌پذیری اچ‌دی (۷۲۰×۱۲۸۰ پیکسل) و با سرعت ۳۰ فریم در ثانیه است.

## نرم‌افزار
سونی اریکسون ایکس‌پریا آرک دارای سیستم عامل آندروید نسخهٔ ۲٬۳٬۳ است. در سپتامبر ۲۰۱۱ سونی اریکسون اعلام کرد که این گوشی قابلیت ارتقاء به آندروید نسخهٔ ۴٬۰ (Ice Cream Sandwich) را داراست.

## تصاویر

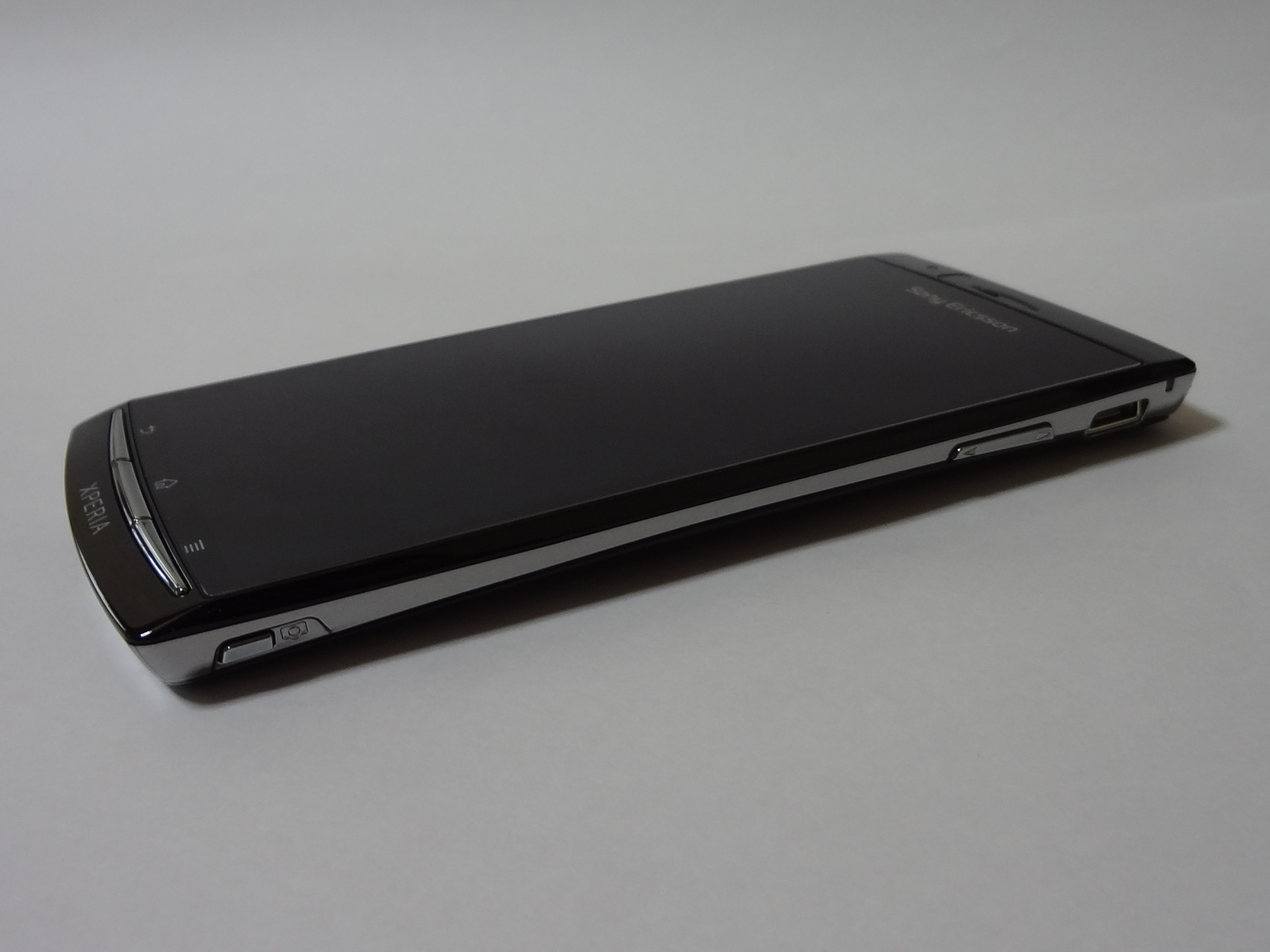
نمایی از آرک
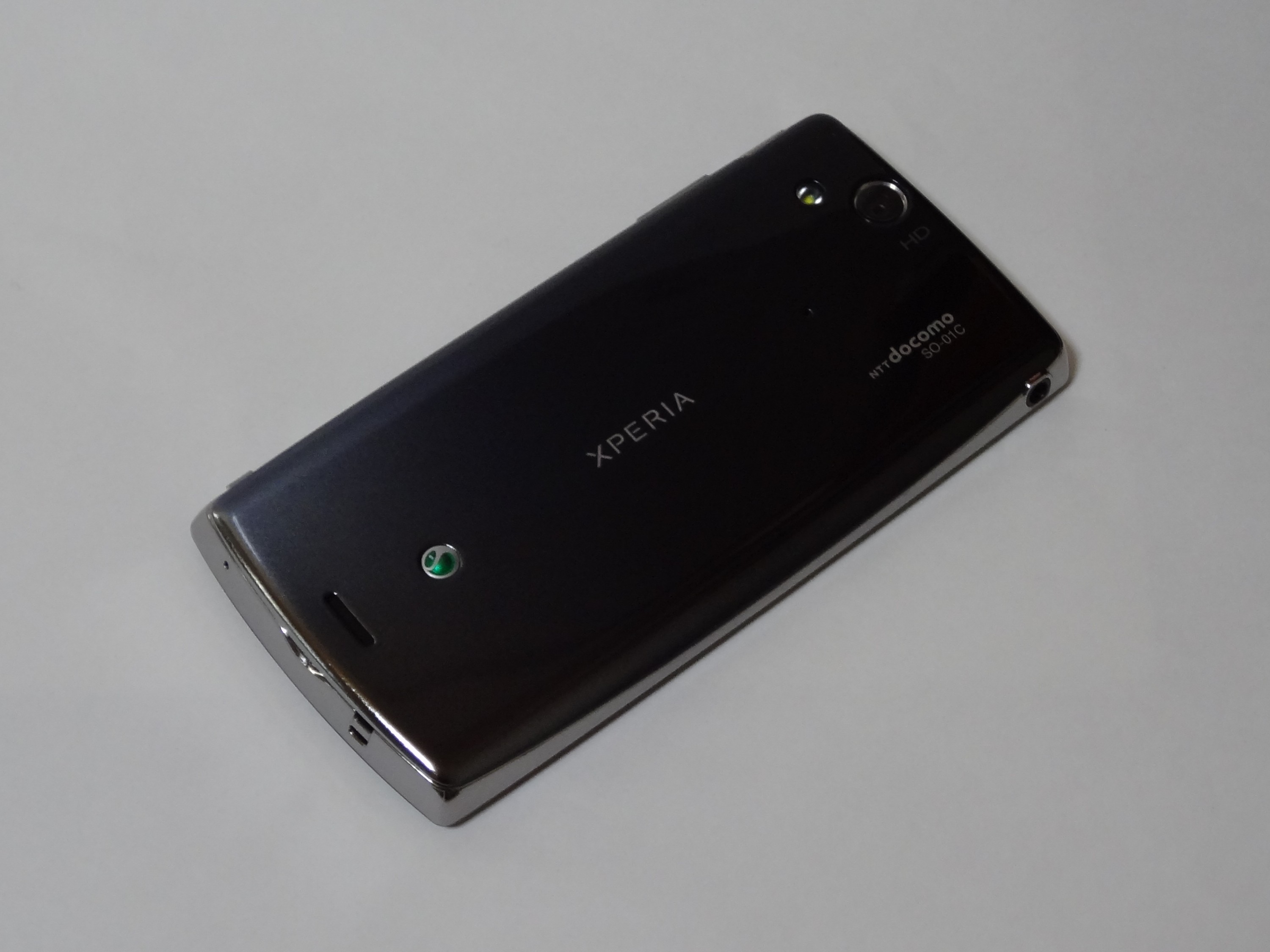
نمای پشت ایکس‌پریا آرک